# 鱼尾葵
鱼尾葵（学名：Caryota maxima）为棕榈科鱼尾葵属下的一个种。其种加词“maxima”意为“大的”。